# Kutscherglas
|  |  |

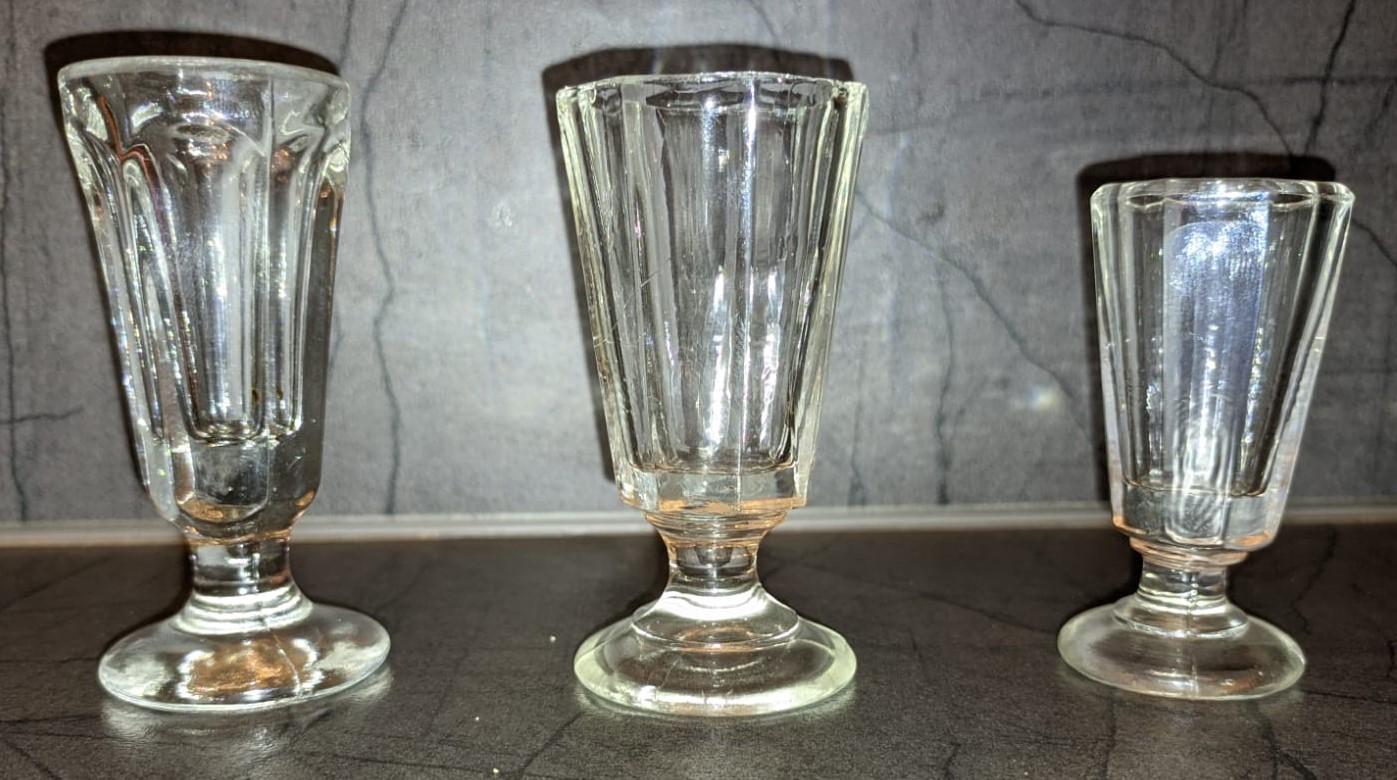
Kutschergläser in drei verschiedenen Größen, etwa 19. Jh.

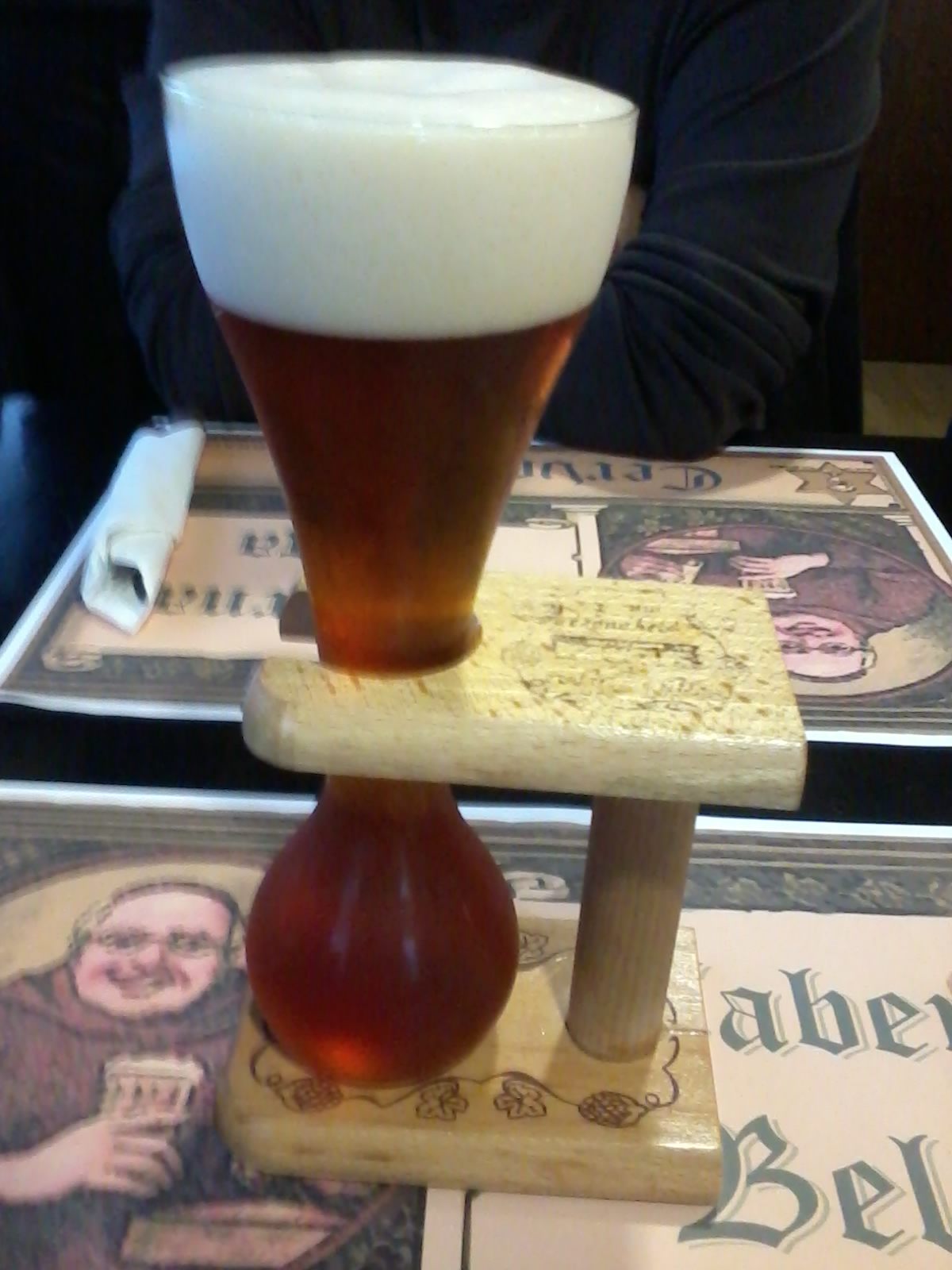
Modernes belgisches Kutscherglas für Kwak-Bier

Das Kutscherglas, Kutscherstumpen oder auch Wachtmeisterglas ist ein Trinkgefäß aus Glas, das in verschiedenen Formen existiert und das zum Verzehr von Spirituosen oder Bier verwendet wird.

## Ausführungen
Je nach Getränk und Herkunft gibt es das Kutscherglas in zwei verschiedenen Grundformen.

### Schnapsglas
Als Schnapsglas wurde es im gesamten deutschsprachigen Raum hergestellt und fand ab etwa dem 18. Jh. bei Kutschern oder Wachtmeistern Verwendung. Da es Kutschern nicht erlaubt war, die Kutsche zu verlassen, während ihre Fahrgäste sich bspw. in Gasthäusern aufhielten, wurden die Kutscher vom Gastwirt an der Kutsche bewirtet. Bei diesen Gläsern handelt es sich um mundgeblasene oder als Pressglas hergestellte kleine Spitzkelche bzw. Fußbecher aus dickwandigem und farblosem Glas mit einem breiten Scheibenfuß und einem angesetzten, sich konisch weitenden Schaft, auf dem sich nahtlos die trichterförmige Kuppa mit meist verwärmten Rand anschließt. Die überwiegend nicht besonders hochwertig hergestellten Gläser hatten oft einen nicht ausgeschliffen Abriss und kleine Luftblaseneinschlüsse. Meistens wurde in den Schaft eine große Luftblase eingestochen, seltener waren die Gläser verziert. Auf jüngeren Gläsern aus dem 19. Jh. waren am Abriss des Glases anfangs die Zeichen des Glasbläsers und später das Schankmaß angebracht.

### Bierglas
Als mundgeblasenes Bierglas fanden die rundkolben- bis birnenförmig mit trichterförmiger Öffnung ausgeführten Gläser in der Vergangenheit ebenfalls bei Kutschern Verwendung. Für diese Art Kutscherglas gab es direkt am Kutschbock eine Haltevorrichtung, in die die Gläser eingehängt werden konnten. In der heutigen Zeit nutzt es bspw. die belgische Brauerei Kwak zum Ausschenken seiner Biere. Durch den gewölbten Boden ist die Nutzung einer Stütze zur Vermeidung des Umkippens notwendig.

## Trivia
Im Jahr 1973 wurde in unmittelbarer Nähe der Richtstätte von Riensförde ein etwa 12 cm hohes Kutscherglas gefunden, aus dem ein an Epilepsie Erkrankter bei einer Hinrichtung im Jahr 1856 Blut der Hingerichteten getrunken haben soll. Das Glas wird im Schwedenspeicher-Museum in Stade ausgestellt.